# Rysum
Rysum is een dorp in de Duitse gemeente Krummhörn, deelstaat Nedersaksen, en telt 689 inwoners (2012).
Rysum ligt op een terp die 6 meter boven zeeniveau ligt en een doorsnede heeft van circa 400 meter.

## Geschiedenis
De plaats werd rond het jaar 1000 Hrisinghem genoemd. Het klooster Menterne te Baamsum, ook bekend als Grijzemonnikenklooster, bezat een voorwerk te Rysum. Rysum maakte in de 15e eeuw deel uit van het bisdom Münster en viel onder de proosdij van Groothusen.
De kerk dateert deels uit de 14e eeuw. In de 15e eeuw werd een nieuwe kerkzaal gebouwd, waarvoor deels de tufsteen van het oude schip werd gebruikt. De kerktoren werd in 1585 gerenoveerd en verloor in 1686 zijn spits. De kerk bevat een kansel uit 1801. Het kerkorgel dateert uit 1457. Volgens de kroniek van Eggerik Beninga werd het orgel door de Rysumer boeren met hun beste koeien betaald. Het werd waarschijnlijk in 1513 omgebouwd tot orgel met registers. Dit zou het oudste nog in vrijwel originele staat verkerende bespeelbare kerkorgel van Noordwest-Europa zijn.
Het oudste huis in het dorp is een landarbeidershuis dat uit 1776 dateert.
In Rysum stond een stellingmolen uit 1895. Deze molen werd in 1964 buiten gebruik gesteld en werd toen deels gesloopt. De kap werd voor een molen in Bad Zwischenahn gebruikt. In 1988 werd besloten de molen van Rysum te herbouwen, en in 1989 werd de achtkante bovenbouw van een molen uit Sleeswijk-Holstein op het nog bestaande stenen molenlichaam geplaatst.